# Leptura quadrizona
Leptura quadrizona es una especie de escarabajo longicornio del género Leptura, categorizada en la tribu Lepturini, de la subfamilia Lepturinae. Fue descrita por Fairmaire en 1902.

## Descripción
Mide 17-32 mm de longitud.

## Distribución
Se distribuye por China, Laos y Vietnam.